# Андорра на зимових Олімпійських іграх 1994
Андорра брала участь у Зимових Олімпійських іграх 1994 року у Ліллегаммері (Норвегія), але не завоювала жодної медалі. Країну представляли 6 спортсменів (4 чоловіки та 2 жінки), всі виступали у гірськолижному спорті.

## Результати
Чоловіки
- Джерард Ескода
  - Супергігант : 1:38.77 — 44-е місце
  - Гігантський слалом: не фінішував у 1-у спуску
  - Слалом: не фінішував у 1-у спуску
  - Комбінація: не фінішував у другій дисципліні слаломі

- Віктор Ґомез
  - Супергігант: 1:38.64 — 43-є місце
  - Гігантський слалом: не фінішував у 1-у спуску

- Санті  Лопез
  - Супергігант: не фінішував

- Рамон Росселл
  - Супергігант: 1:40.25 — 26-е місце

Жінки
- Вікі Ґро
  - Супергігант : 1:26.39 — 36-е місце
  - Гігантський слалом: не фінішувала у 2-у спуску
  - Слалом: не фінішувала у 1-у спуску

- Каролайн Пуссьєр
  - Гігантський слалом: не фінішувала у 1-у спуску
  - Слалом: 2:06.82 — 24-е місце